# Rushen United Football Club
Maillots
Le Rushen United Football Club est un club de football de l'île de Man fondé en 1910 à Port Erin. Il a remporté 10 fois le titre de champion de l'île de Man dont la dernière fois à l'issue de la saison 2009-2010.

## Palmarès et résultats sportifs

### Titres et trophées
- Manx Premier League (10)
  - 1926, 1936, 1978, 1979, 1980, 1981, 1985, 1986, 1988, 2010.
- Coupe de l'île de Man (9)
  - 1924, 1925, 1926, 1934, 1936, 1951, 1978, 1990, 2011.
- Hospital Cup (15)
  - 1926, 1928, 1931, 1935, 1939, 1951, 1964, 1975, 1976, 1981, 1983, 1986, 1989, 1993, 2001.
- Railway Cup (16)
  - 1922, 1923, 1948, 1963, 1964, 1975, 1976, 1978, 1979, 1980, 1982, 1983, 1984, 1988, 2002, 2009.
- Cowell Cup (12)
  - 1954, 1956, 1964, 1967, 1968, 1970, 1972, 1973, 1974, 1983, 1992, 2004